# August Töpfer
August Heinrich Töpfer (* 1834 in Ingolstadt; † 2. September 1911 in Bremen) war ein deutscher Lehrer und Entwerfer für das Kunstgewerbe sowie Direktor des Gewerbe-Museums in Bremen.

## Leben
Töpfer studierte Architektur in München und war zunächst mehrere Jahre künstlerischer Leiter der Bronzewarenfabrik von August Riedinger in Augsburg. Um in Bremen eine Technische Anstalt für Gewerbetreibende einzurichten, die Handwerkern und Fabrikanten im Sinne des Historismus Techniken und Stilformen aus der Geschichte vermitteln sollte, berief die Bremer Gewerbekammer 1873 Töpfer zu deren Aufbau. Zu der neuen Institution gehörte die Einrichtung eines (beratenden) Zeichenbüros für Handwerker, eine Bibliothek und eine Vorbildersammlung, zu der auch eine Sammlung kunsthandwerklicher Gegenstände aus Geschichte und Gegenwart gehörte. So entwickelte Töpfer nebeneinander eine  Kunstgewerbeschule mit beratender, lehrender und geschmacksbildender Funktion, im Verbund mit dem sich zum öffentlichen Gewerbe-Museum entfaltenden Institut, dessen Sammlung und Ausstellungstätigkeit stetig anwuchs. Seit 1886 gab Töpfer die Mitteilungen des Gewerbe-Museums heraus. Die gegen Ende seiner Tätigkeit (1903) aufbrechenden Reformströmungen und neuen künstlerischen Aufgaben in der Zeit des Jugendstils blieben ihm noch ebenso fremd wie ein wissenschaftlich-kulturgeschichtlicher Zugang zur Sammlung; erst sein Nachfolger Emil Högg wandte sich entschiedener dem Neuen zu. 1924 wurde das Gewerbe-Museum mit dem Historischen Museum zum Focke-Museum vereinigt.

## Werke
- Ansicht der Stadt Bremen aus der Vogelschau, Gouache, 1901, Focke-Museum, Bremen.
- Marcus-Brunnen im Bremer Bürgerpark, 1889.
- Eingang des Gewerbehauses, Gemälde, 1891, Focke-Museum.

## Nachweise
1. ↑  Der aus gedruckten Reproduktionen und Abbildungen von Kunstwerken bestehende Teil der Vorbildersammlung existiert noch heute in der alten Zusammenstellung im Archiv des Focke-Museums.

| Personendaten    | Personendaten                                       |
| ---------------- | --------------------------------------------------- |
| NAME             | Töpfer, August                                      |
| ALTERNATIVNAMEN  | Töpfer, August Heinrich (vollständiger Name)        |
| KURZBESCHREIBUNG | deutscher Lehrer und Entwerfer für das Kunstgewerbe |
| GEBURTSDATUM     | 1834                                                |
| GEBURTSORT       | Ingolstadt                                          |
| STERBEDATUM      | 2. September 1911                                   |
| STERBEORT        | Bremen                                              |